# Asarum reticulatum
Asarum reticulatum är en piprankeväxtart som beskrevs av Elmer Drew Merrill. Asarum reticulatum ingår i släktet hasselörter, och familjen piprankeväxter. Inga underarter finns listade i Catalogue of Life.